# Finnskogsmuseet
Finnskogsmuseet är ett privat kulturhistoriskt museum i Skräddrabo, 25 kilometer söder om Alfta i Ovanåkers kommun, vilket är ägnat åt den skogsfinska kulturen.
Museet grundades 1986 och drivs i samarbete med Skräddrabo Bygdegårdsförening. Det ligger i Skräddrabos Bygdegård, som är byns tidigare skolbyggnad från 1920-talet.
Museet renoverades 2011–2015. Det har en inomhusutställning med drygt 300 föremål samt foton och kartor från de olika finnskogsområdena.